# 三宅ミニパーキングエリア

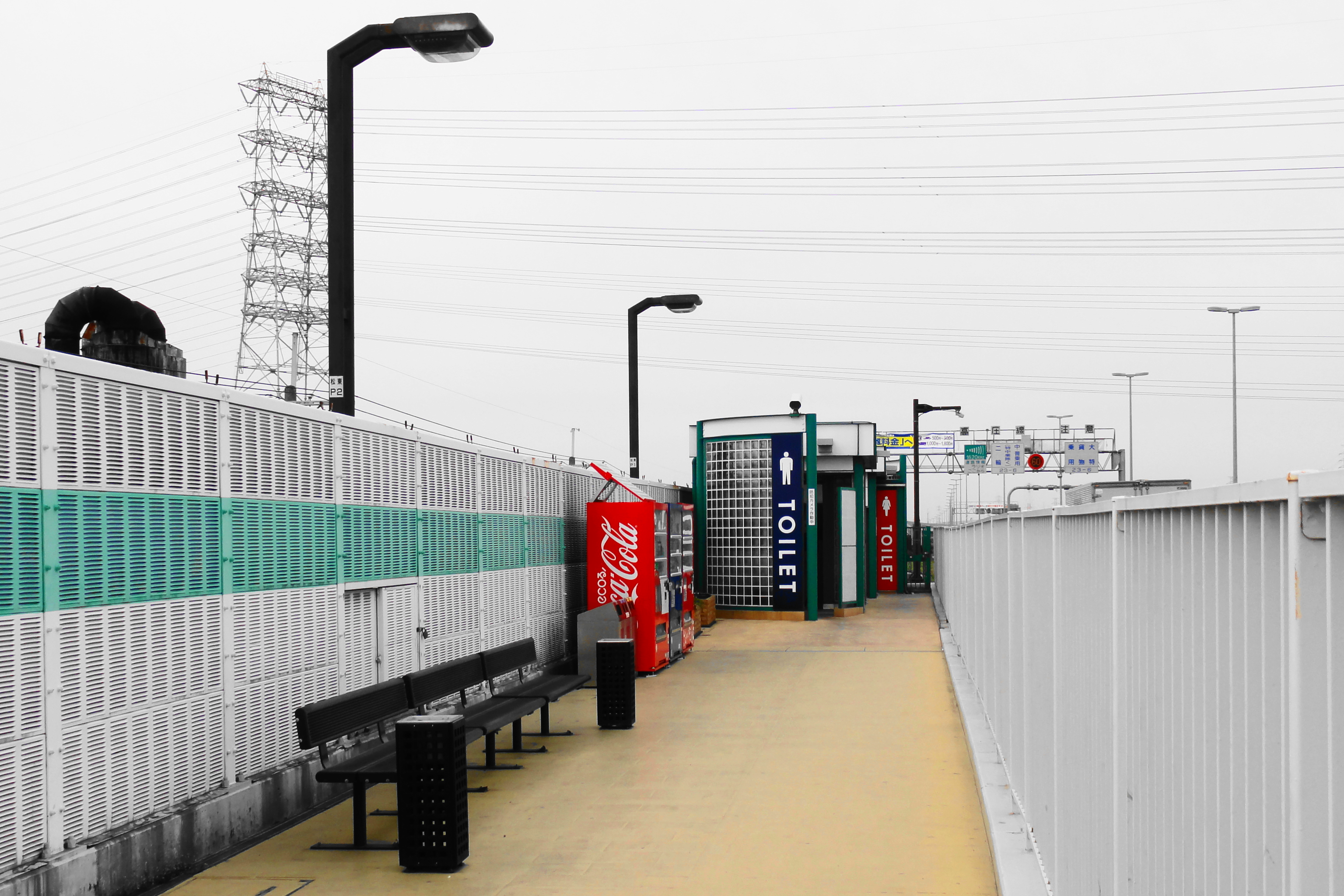
供用当時の構内

三宅ミニパーキングエリア（みやけミニパーキングエリア）は、大阪府松原市にある阪神高速道路14号松原線上にかつて存在したパーキングエリア。ミニパーキングエリアで、上り線（環状線方面）のみ利用可能であった。
1991年7月10日に供用開始されたが2012年9月10日に阪神高速6号大和川線建設に関連した三宅出入口 -  松原JCT間3車線化工事に伴い廃止された。

## 道路
- 阪神高速14号松原線

## 施設

### 上り線（大阪市内方面）
- 駐車場
  - 大型 2台
  - 小型 9台
  - 身障者用駐車場 1台
- トイレ
  - 身障者用有
- 自動販売機

## 隣
阪神高速14号松原線
(14-06)喜連瓜破出入口 - 大和川TB -　(14-07)三宅出入口 - 三宅JCT -　三宅ミニPA - (14-08)大堀出入口